# Matilda FitzRoy, condesa de Perche
Matilda Fitzroy (h. 1080/1100 – 25 de noviembre de 1120), condesa de Perche, estuvo entre los miembros de la familia real inglesa que perecieron en el naufragio del Barco Blanco en la costa de Barfleur.

## Biografía
Matilda, o Maud, fue una hija ilegítima que tuvo el rey Enrique I de Inglaterra con una amante a la que solo se la conoce como Edith, de cuya familia no se sabe nada. Enrique fue el último hijo de Guillermo I y de su esposa, Matilde de Flandes.
Durante la Plena Edad Media, los hijos ilegítimos no siempre eran reconocidos por sus padres (por lo que muchos se quedaron en el olvido), pero Enrique I reconoció al menos a 20 de sus hijos «naturales», incluida Maud. Orderico Vital la identificó como hija de Enrique, y añadió que el rey afianzó el poder del esposo de Matilda al ampliar considerablemente sus propiedades y riquezas en Inglaterra. Su padre le entregó unas tierras de Wiltshire como parte de la dote.
En 1103, Matilda contrajo matrimonio con Rotrou III, conde de Perche, como la segunda esposa de éste. Se casó al mismo tiempo que su hermanastra Juliana de Fontevrault. Rotrou era vasallo directo del rey Enrique en Inglaterra, donde poseía feudos iure uxoris (por derecho de su mujer). Asimismo, también se le entregó el feudo de Bellême, en Normandía, después de que se lo confiscaran a Robert de Bellême.

## Barco Blanco
Al naufragar el Barco Blanco, la tarde del 25 de noviembre de 1120, Guillermo de Malmesbury señaló el destino de la condesa:
«como el agua había arrastrado a algunos de los tripulantes y había ahogado a otros al entrar por las grietas, se botó la barca; y si se hubiera subido a ella, el joven príncipe se había salvado sin duda al llegar a la orilla, de no ser porque su hermana ilegítima, la condesa de Perche, que ahora luchaba contra la muerte en la embarcación mayor, le imploró a su hermano que la ayudara, gritando que no la abandonara tan cruelmente. Movido por la piedad, ordenó que la barca regresara al barco para poder rescatar a su hermana; y así, el infeliz joven encontró la muerte por exceso de afecto; pues el esquife, sobrecargado por la multitud que había saltado a él, se hundió, y enterró a todos de manera indiscriminada en las profundidades». Así pereció Guillermo Adelin al tratar de salvar a su hermana Maud.

## Familia
Matilda y Rotrou tuvieron dos hijas:
- Felipa, que se casó con Elías II, conde de Maine, del que tuvo descendencia.[7][11]
- Felicia.[11]